# GO!SHIODOMEジャンボリー
『GO!SHIODOMEジャンボリー』（ゴー!シオドメジャンボリー）は、日本テレビが毎年夏に開催していたイベント。会場は東京・汐留の日テレプラザ（日本テレビ敷地内）。2004年から2009年まで開催された。

## 概要
2003年8月に日本テレビ本社が麹町から汐留に移転したのを記念して、8月2日〜8月31日の約30日間にわたり『アート驚く!日テレ祭』と題したイベントが行われたのが源流。ただ、当時は大道芸（日テレ ART DAIDOGEI）を中心としたもので、番組等と連動した現在の形式とは大きく異なるものだった。
そして、翌2004年から『日テレジャンボリー』として本格的な夏イベントが始まり、以後毎年、夏休み期間（7月中旬〜8月下旬）に開催。2005年から『GO!SHIODOMEジャンボリー』と改称、2009年までこのタイトルで開催された。
2004年から2006年まで、元日本テレビアナウンサーであり当時イベント事業局・副部長であった小倉淳が総合プロデューサーを務め、当初は“Tプロデューサー”や“T部長”として知られる土屋敏男と共に企画。2003年からスタートしていた“「お台場冒険王」に対抗すべく”と公的に銘打っていた。
本イベントでは『世界の果てまでイッテQ!』『中井正広のブラックバラエティ』『ダウンタウンのガキの使いやあらへんで!!』をはじめとする日テレの人気番組のブース・グッズ販売店・飲食店・ステージライブなどで構成。このスタイルは『汐博』になって以降、現在も続いている。
入場料は無料だが、一部のアトラクションは有料。なお、開催期間中、毎年8月に放送される『24時間テレビ 「愛は地球を救う」』の関係上、「24時間テレビ」特設ブース（福祉車両の展示など）や専用募金箱が設置されていた。これもまた現在も続いている。
なお、収益の一部は24時間テレビチャリティー事務局に寄付されている。
2009年を最後に『ジャンボリー』としての開催は発展的に終了し、2010年より汐留シオサイトの夏イベントと一体化するとともに『汐留博覧会』として再始動。2011年からはイベント名を『汐博（西暦）』と改め、2014年まで続く人気イベントとなる。そして2015年からは新たに『超☆汐留パラダイス!』と改め、事実上リニューアルして開催される。

## 開催日程
| 年     | イベント正式名                                     | 開催期間          | 開催日数 | 備考                       |
| ------ | -------------------------------------------------- | ----------------- | -------- | -------------------------- |
| 2004年 | 『日テレジャンボリー』                             | 7月17日 - 8月31日 | 46日間   |                            |
| 2005年 | 『GO!SHIODOME ジャンボリー ゥンチャカ♪』           | 7月24日 - 8月31日 | 39日間   |                            |
| 2006年 | 『GO!SHIODOME ジャンボリー2006 "熱ッ!!"〜Be TARO』 | 7月15日 - 8月31日 | 48日間   |                            |
| 2007年 | 『GO!SHIODOME ジャンボリー』                       | 7月21日 - 8月31日 | 42日間   |                            |
| 2008年 | 『GO! GO! SHIODOME ジャンボリー 』                 | 7月16日 - 8月28日 | 44日間   | 日本テレビ開局55周年を記念 |
| 2009年 | 『GO!SHIODOME ジャンボリー ワッショイ!2009』       | 8月1日 - 8月28日  | 28日間   |                            |

## テーマソング
| 年     | アーティスト | 曲名                         |
| ------ | ------------ | ---------------------------- |
| 2004年 | なし         | なし                         |
| 2005年 | 槇原敬之     | 『ゥンチャカ』               |
| 2006年 | カリート     | 『GO!GO!カリート』           |
| 2007年 | WISE         | 『ALIVE』                    |
| 2008年 | MUNEHIRO     | 『ヒノマルパワー〜君の力〜』 |
| 2009年 | BENI         | 『stardust』                 |

## 主なイベント
（※印は有料）
- 日テレART DAIDOGEI
- 日テレダベアスタンプラリー（2009年）

### 日テレタワー会場

#### B2F・ゼロスタ広場
通年展示
- 24時間テレビ福祉車両展示（24時間テレビ放送週のみ）

2004年
- ズームイン!!SUPERゆうえんち
  - ふわふわズーミン※
  - ロディオマシーン※
  - バンジートランポリン※
- 人生酒場「波瀾万丈」
- @サプリッ!カフェ
- ディズニー・オン・アイス「プリンセスの馬車」

2005年
- 高校生クイズ 激ナツ先取り!クイズで早押し
- Tシャツ&MARKET
- ジャマイカァ～ンちゃんの宝探し
- ぶらりラリ～ 汐留横断 大予想クイズの旅
- 人気番組!ゥンチャカ食堂

2006年
- ジャンボリーステージ
- 明日の神話（修復された岡本太郎の『明日の神話』世界初公開）
  - 明日の神話ラリー
  - 入ることを拒否するゲート
- パイレーツ・オブ・カリビアン/デッドマンズ・チェスト 海賊船

2007年
- ジャンボリーステージ
- エンタの神様 ギャグペアマッチ
- 汐留タイムトラベラー
- 第2日本テレビ&全国小学生ミラクルクイズ
- TOYOTAプレゼンツ FIFAクラブワールドカップ

2008年
- GO!GO!ステージ
- ぐるナイ ゴチになります! 9ピタリ賞を狙え!
- 天才!志村どうぶつ園パンくんハッピーハウス
- 世界の果てまでイッテQ!珍獣ハンター・イモトの館
- THE・サンデー男前ブース
- 日本プロ野球2008ジャイアンツ巨大野球盤SHIO-DOME
- 日テレGO!GO!キャラクターラリー
- アナKitchin

2009年
- ジャンボリーステージ
- やぐらDAワッショイ!
- 世界の果てまでイッテQ!珍獣ハンターイモト パズルに挑戦!
  - 等身大イモト人形
- ぐるナイ ゴチになります!10 ピタリ賞を狙え!ブース
- バレーボール・ワールドグランドチャンピオンズカップ2009コーナー

#### B1F・大階段
- バナカセ♪（2005年）

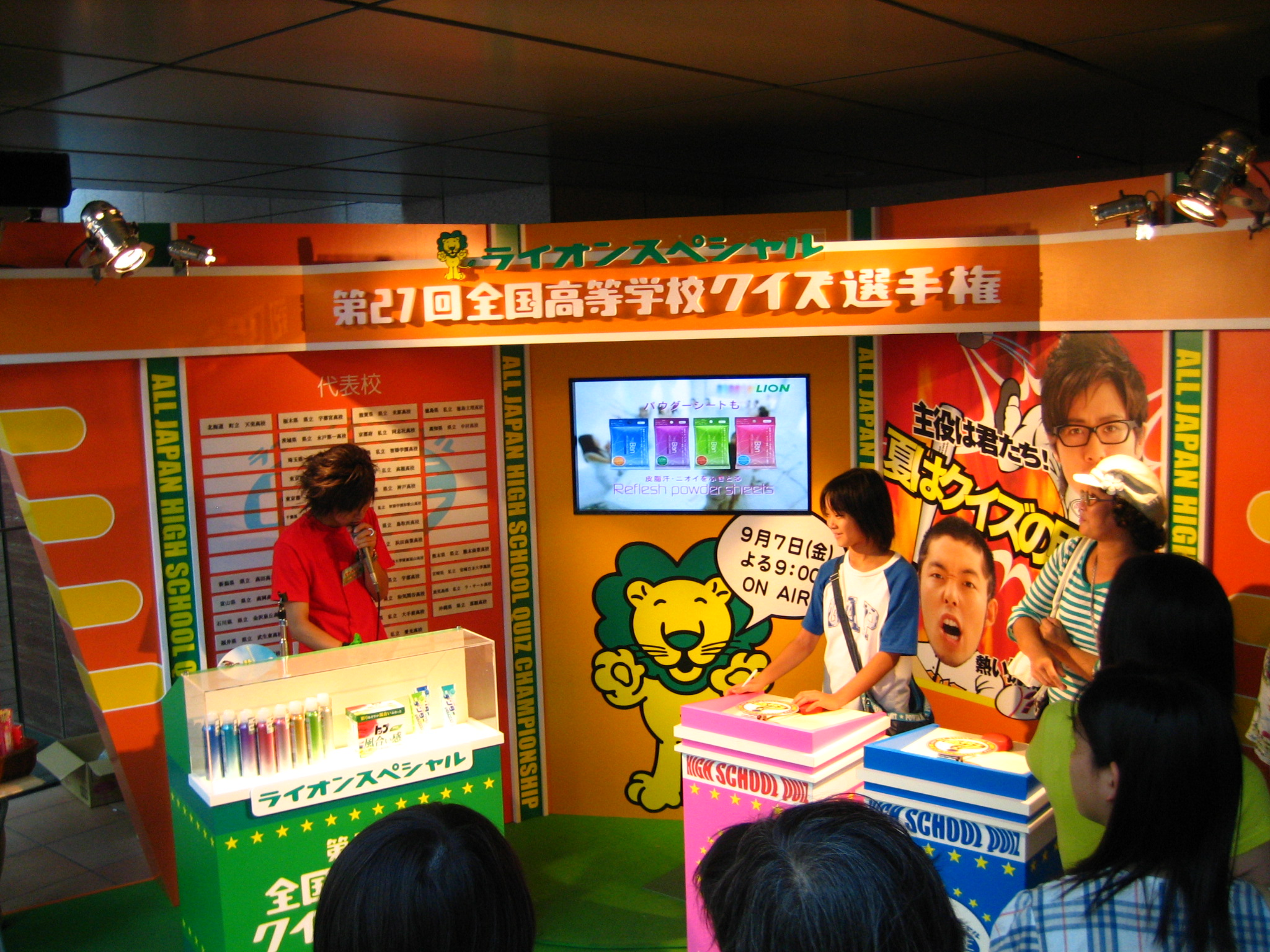
高校生クイズブース（写真は2007年）

- 高校生クイズ早押しチャレンジ（2006年 - 2009年）
- アナkitchen（2007年）
- 蚊取りブタオブジェ（2007年）
- 日テレ55オブジェ（2008年）

#### 1F・ゼロスタ、大屋根広場、クリスタルホール
※クリスタルホールは2007年秋から収録スタジオ「テレビバ」となって通常入場できなかった。
2004年
- 大屋根広場メインステージ
- 伊東家ラリー※
- キスイヤ神社（クリスタルホール）
- Tシャツファクトリー（クリスタルホール）※
- 馬鹿屋（T部長プロデュースのグッズ販売等、クリスタルホール）

2005年
- ゥンチャカ♪ステージ
- Tシャツファクトリートッピングステーション※
- 絶叫墓場!! supported by 富士急ハイランド（ゼロスタ）
- 間違いを探せ!ひそひそ探検ツアー（クリスタルホール）
- 中井正広のブラックバラエティ 夏 あ・石九博（クリスタルホール）

2006年
- 夏だ!ハウルだ!トトロだ!ゲドだ!汐留ジブリ祭り
- ちょっとだけ『ええじゃないか』supported by 富士急ハイランド
- 本番5秒前! 日テレ人気番組危機一髪（クリスタルホール）

2007年
- 「レミーのおいしいレストラン」フォトステージ
- 「ジブリの絵職人 男鹿和雄展」フォトステージ
- ラジかるッ ミステリーツアー（ゼロスタ）
- 「学校って、なに?」日テレ課外授業（クリスタルホール）

2008年
- 崖の上のポニョふわふわくらげ
- ラジかるッゼロスタミステリーツアー
- ドキドキ!セザンヌでパズルざんす
- 世界のそらジロー写真展
- 映画『スカイ・クロラ』公開記念 今日から君も"キルドレ"だ!1/2『散香』
- ロンQ!ハイランド in ニンテンドーDS

2009年
- 日テレキャラクター縁日※
- 映画『20世紀少年 最終章 ぼくらの旗』プラザ

#### 2F・マイスタ&マイスタ広場

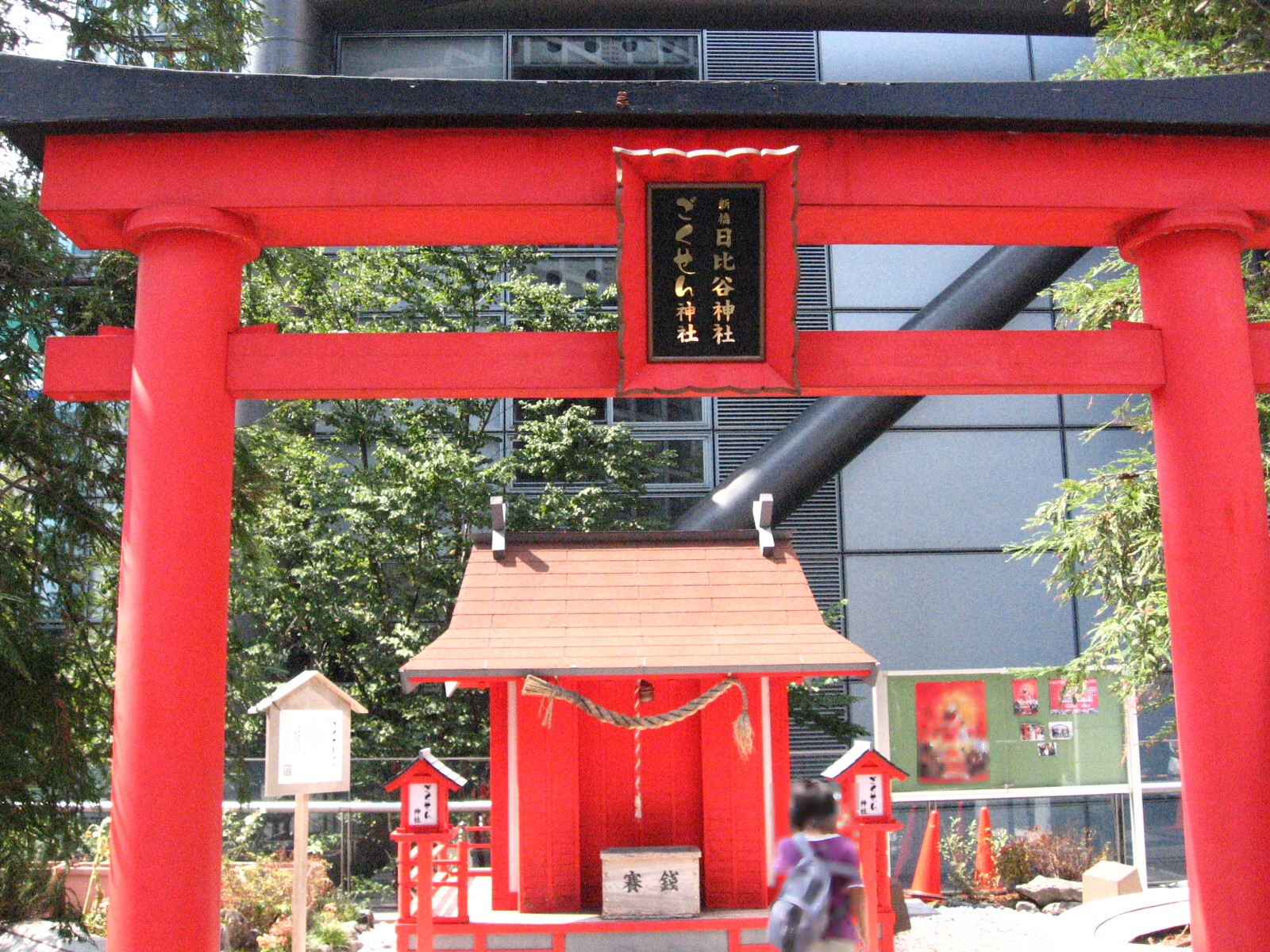
ごくせん神社

- 日テレ大時計（宮崎駿デザイン、2007年～）
- ごくせん神社（2005年、2008年、2009年）
- ヒット祈願神社（2006年）
- ズームイン!!SUPER
  - ふわふわハッピーズーミン（2005年）※
  - ふわふわチャーミン（2006年、2009年）※
  - ふわふわズーミン（2008年）※
  - ズームイン!!SUPER マイスタ見学ツアー（2005年～2009年）

#### 2F・日テレホール&ホワイエ、ロビー
- ダウンタウンのガキの使いやあらへんで!!
  - 第1回ガキの使いやあらへんで!!チキチキ15周年記念 屋根裏キャラ祭（2004年）
  - (罰)笑ってはいけない温泉宿 in湯河原（2005年）
  - 絶対に笑ってはいけない高校（2006年）
  - 絶対に笑ってはいけない警察24時（2007年）
  - 絶対に笑ってはいけない病院24時（2008年）
  - 絶対に笑ってはいけない新聞社24時（2009年）
- 中井正広のブラックバラエティ
  - 中井正広のブラックバラエティ 2007世界陸像（2007年）
  - 中井正広のブラックバラエティ ピ〜ッ駅員・オリヌ・ピッグ（2008年）
  - 中井正広のブラックバラエティ 5周年謝恩アニバーサリー記念メモリアル 大出血クリアランス 展示バーゲン抽せんフェア国際大会2009（2009年）
- NNNドキュメント
  - 夏ドキュ55!!NNNドキュメント大鑑賞会（2008年）
  - NNNドキュメント アートギャラリー（2009年）
- NEWS ZERO×報道特捜プロジェクト〜長井健司が伝えた最前線〜（2008年）
- 映画『ハウルの動く城』立体造形物（2004年）
- 映画『NANA』707号室〜星に願いを（2006年）
- 映画『20世紀少年』プラザ（2008年）
  - ともだちの塔
- 映画『スカイ・クロラ』公開記念3Dシアター"キルドレたちの大空を体感せよ!"（2008年）
- 映画『ALWAYS 続・三丁目の夕日』ジオラマ展示（2008年）
- 『ごくせん』3年D組 汐留教室（2008年）
- 行列のできる法律相談所
  - 本当に行列のできるクローン弁護士法律相談所（2005年）
  - 行列のできる法律相談所Presents『100枚の絵でつなぐカンボジア学校建設プロジェクト』展示会（2008年）
- ザ!鉄腕!DASH!! 体験!DASH村（2004年）
- おすぎとピーコの金持ちA様×貧乏B様 あなたはアイドルスターになれるか?迷路!（2004年）
- 日テレ・ワールドスポーツパビリオン（2005年）
- 世界一見たいプラネタリウム 宇宙人の見つけ方（2005年）※
- たりらリでイキます!!ベタシネマ（2006年）
- ディズニー・ドリーム ブース（2007年）
- THE・サンデー博物館（2007年）
- ヱヴァンゲリヲン新劇場版:序 in 汐留（2007年）
- 日本プロ野球2007 PRIDE&SPRIT（人気選手の野球道具の展示等、2007年）
- 24時間テレビ30 愛は地球を救う Tシャツ展（2007年）
- 笑点汐留大喜利ステージ（2008年）
- アナウンサー落語（出演：日テレ男性アナ6名（藤井恒久・羽鳥慎一・菅谷大介・高橋雄一・森圭介・桝太一））（2008年7月21日、22日）
- 99プラスきになる〜ム（2008年）
- 欽ちゃん&香取慎吾の全日本仮装大賞コーナー（2009年）
- KANPEI EARTH MARATHONコーナー（2009年）
- メアリー・ブレア展コーナー（2009年）
- スッキリ!!ギャラリー&商品開発部（2009年）
- イケ麺新そば屋探偵〜いいんだぜ!〜コーナー（2009年）
- ムビダス（2009年）※

### ステージ
大屋根広場メインステージ（2004年）
- エンタの神様スペシャルライブ（毎週土日、祝日、及び8月10日～15日）
- カミングダウトスペシャルステージ
- ダウンタウンのガキの使いやあらへんで!! ゴレンジャイに挑戦!

ほか
ジャンボリーステージ（2007年）
- エンタの神様スペシャルライブ
- 歌スタ!! presents 汐留フォークジャンボリー
- 扉座「ドリル魂」スペシャルステージ

ほか
GO!GO!ステージ（2008年）
- SHIODOMEエンタグランプリ（お笑いライブ）
- 千手観音～My 夢 Dream～イン汐留（出演：中国障害者芸術団）
- ZOOM SUPER STAGE（出演：東方神起、夏川りみ、ジェロ、元ちとせ、中孝介、宮沢和史ほか日替わり）
- それいけ!アンパンマンくらぶスペシャルステージ
- それいけ!アンパンマンショー「みんな大好き!コキンちゃん」
- 音燃えSUMMER SHIONIC'08
- プリマベーラマジカルイリュージョンin SHIODOME
- フェスティバル・ナ・ヒヴァヒヴァ・ハワイpresents“Discover Aloha Stage"
- プロレスリングNOAH汐留街頭プロレス
- 歌スタ!!夏の午後のGO!GO!ライブ
- ジャンボリーNEXT HEROES
- AKB48汐留夏ライブ～今回は0じ59ふんから始まりません～
- ロンQ!ハイランド プープー星人から地球を守るのは君だ!劇場
- 全力!Tunesスペシャルライブ
- ラジかるッ爆笑グレーカーペット
- 正義の味方課外授業in汐留
- モバタレGREATお笑い祭り/ジェニック祭り
- ミス慶應コンテスト2008～ミス夏美人コンテスト～
- ジャビット×チームヴィーナス スペシャルステージ
- 学校じゃ教えられない!ヒミツの夏期講習
- GO!GO!SHIODOMEジャンボリー ファイナルカウントダウン（8月31日）
  - 北京五輪女子レスリングメダリスト4人娘凱旋トークショー（出演：吉田沙保里、伊調馨、伊調千春、浜口京子）
  - 木山裕策スペシャルライブ
  - GO!GO!SHIODOMEジャンボリーGRAND FINALE SHEENA&THE ROKKET'S 日テレ55 Special Live

ジャンボリーステージ（2009年）
- 汐留イベント部お笑いBESTジャンボラーグランプリ
- アリス九號ライブ（8月1日）
- 腐男塾ライブ（8月1日）[2]
- リングの祭典（8月2日）
- プロレスリングNOAH汐留街頭プロレス（8月2日）
- 日テレG+presents巨人×東京ヤクルト生中継パブリックビューイング 会場生実況生解説&怒涛の生プレゼントクイズSP（8月9日）- 解説：水野雄仁
- ごくせん THE MOVIE×ジャンボリー "入魂式"（8月12日）
- ZOOM SUPER STAGE

ほか

### サテライト
2005年
- くらやみ体験ナイトツアー - 映画『妖怪大戦争』とのタイアップで浜離宮恩賜庭園にて行われた肝試し（8月11日～12日、14日～17日）※

## スタンプラリー
本イベントではスタンプラリーを開催しており、イベント期間中、会場となる日テレプラザ内各所にスタンプが設置されていた。会場内の全てのスタンプを集めると特典があるものもあった。以下は主な例。
- 2009年 - 「日テレダベアスタンプラリー」会場内5か所にあるスタンプを集めると『ダベア』の顔が完成するものだった。

## 冬期イベント
当時は『ジャンボリー』以外にも、冬期にはクリスマスイベントとして2004年〜2009年の12月中旬〜下旬には「GO!SHIODOME Xmas」として開催されていた。また、2004〜2006年の12月末〜1月初めには「GO!SHIODOME お正月」と題して、お正月イベントも開催されていた。